# جان دمیانیوک
ایوان میکولاویچ دمیانیوک (به انگلیسی: Ivan Demjanjuk) (۳ آوریل ۱۹۲۰–۱۷ مارس ۲۰۱۲ آلمان)، مکانیک بازنشسته است. وی متهم به جنایت علیه بشریت، نسل‌کشی و مشارکت در هولوکاست است. وی در ۱۲ مه ۲۰۱۱ به دلیل «مشارکت در قتل بیش از بیست و هشت هزار یهودی در لهستان در دوران جنگ جهانی دوم» در دادگاهی در مونیخ، آلمان «مجرم» شناخته‌شد.
لقب او در اردوگاه‌های مرگ نازی‌ها به دلیل وحشی‌گری و قساوت غیرقابل توصیف، «ایوان مخوف» بوده‌است.

## زندگی‌نامه
ایوان دمیانیوک در اوکراین متولد شده‌است. در جنگ جهانی دوم به عنوان سرباز ارتش سرخ شوروی به اسارت ورماخت در می‌آید و از سال ۱۹۴۲، همکاری خود با اس‌اس را آغاز می‌کند. دمیانیوک پس از طی یک دورهٔ آموزشی، به عنوان زندان‌بان در چند اردوگاه مرگ نازی‌ها، من‌جمله اردوگاه مرگ سوبی‌بور و اردوگاه مرگ تربلینکا «خدمت» می‌کند.
پس از جنگ جهانی دوم، متواری شده و برای مدت کوتاهی در مونشن اقامت می‌کند، سپس به ایالات متحده آمریکا مهاجرت می‌کند. در سال ۱۹۵۸ موفق به دریافت تابعیت این کشور می‌شود. او تا اواخر دههٔ ۱۹۷۰ به عنوان مکانیک خودرو در ایالت اوهایو کار می‌کند تا اینکه از طرف کسانی که توانسته‌اند از اردوگاه‌های مرگ نازی‌ها جان سالم به‌در برند، شناسایی می‌شود.

### پروندهٔ ایوان مخوف در اسرائیل
دولت آمریکا در سال ۱۹۸۱، ملیت آمریکایی را از او به دلیل دادن اطلاعات دروغ در فرم مهاجرت در هنگام ورود به آمریکا و همکاری با آلمان، سلب کرد و او را در سال ۱۹۸۶ به اسرائیل، تحویل داد. دادگاه رسیدگی به پروندهٔ ایوان مخوف در اسرائیل ۱۴ ماه طول کشید و در نهایت دادگاه، او را به دلیل عضویت در اس‌اس به ۷ سال زندان و به جرم نسل‌کشی و جنایت علیه بشریت به اعدام محکوم کرد.
در سال ۱۹۹۲، جان دمیانیوک در حال گذراندن مجازات زندان بود که مدارکی از کاگ‌ب منتشر می‌شود که نشان می‌داد، «ایوان مخوف» شخص دیگری بوده‌است. در نتیجه وکیل مدافع جان دمیانیوک با توجه به اسناد منتشر شده توسط کاگ‌ب، به دیوان عالی اسرائیل درخواست فرجام داده و نهایتاً در سال ۱۹۹۳، دادگاه عالی اسرائیل رای داد که هویت او مورد تردید است و اطمینان قاطع وجود ندارد که او همان «ایوان مخوف» باشد. در نتیجه دیوان عالی اسرائیل حکم دادگاه بدوی را باطل و جان دمیانیوک را آزاد کرد.

### بازگشت به آمریکا و سلب شهروندی
پس از آزادی از زندان در اسرائیل، درخواست جان دمیانیوک برای بازپس گرفتن تابعیت آمریکایی با توجه به عدم شواهد کافی در مورد هویت وی مورد قبول قرار گرفت و در ۲۰ فوریه ۱۹۸۹، تابعیت آمریکایی وی، بازگردانده شد و در نتیجه جان دمیانیوک به ایالات متحده آمریکا بازگشت.
در سال ۲۰۰۱، پروندهٔ جدیدی برای دمیانیوک گشوده می‌شود و این بار کارشناسان آمریکایی، بر مبنای کارت شناسایی‌ای که از او در زمان جنگ دوم جهانی به دست آمده، ثابت می‌کنند که او همان «ایوان مخوف» است. در سال ۲۰۰۲، یک قاضی دادگاه مهاجرت آمریکا حکم داد که مدارک کافی برای اثبات این‌که جان ایوان دمیانیوک در آلمان، زندان‌بان اردوگاه‌های مرگ بوده‌است، وجود دارد و به همین علت او را برای دومین بار، از شهروندی ایالات متحده آمریکا عزل کرد.

### استرداد به آلمان
در ۲۰ آوریل ۲۰۰۹، وزارت دادگستری آمریکا در دستوری رسمی، خواهان آن شد که جان دمیانیوک فوراً از ایالات متحده آمریکا، اخراج و به دادستانی مونشن که برای وی به جرم همکاری در قتل ۲۹هزار نفر قرار بازداشت بین‌المللی صادر کرده، تحویل داده شود.
جان دمیانیوک در تلاش برای عدم استرداد، اقدام به درخواست فرجام‌خواهی نزد دیوان عالی ایالات متحده آمریکا کرد و عنوان کرد که وضعیت سلامتی‌اش به او اجازهٔ یک پرواز طولانی به مقصد آلمان را نمی‌دهد. نهایتاً دیوان عالی ایالات متحده، پس از بررسی وضعیت پرونده قضایی وی و عدم اثبات ادعایش مبنی بر وضعیت بد سلامتی، پرونده وی را از دستور فرجام‌خواهی خارج کرد.
در ساعات آغازین صبح ۱۱ مه ۲۰۰۹، کارمندان اداره مهاجرت آمریکا، در آخرین مرحله برای اخراج جان دمیانیوک از آمریکا، با آمبولانس وی را از خانه‌اش در کلیولند، پنسیلوانیا به دفتر اداره مهاجرت منتقل کردند. و در ظهر همان روز، بوسیله هواپیما به مقصد مونشن در آلمان اخراج و در تاریخ ۱۲ مه در فرودگاه بین‌المللی مونشن، به مقامات قضایی آلمان، مسترد و بازداشت شد.

### پروندهٔ ایوان مخوف در آلمان
در ۱۳ ژوئیه ۲۰۰۹ دادستانی شهر مونشن از محاکمه جان دمیانیوک، به اتهام جنایت علیه بشریت، نسل‌کشی و مشارکت در هولوکاست خبر داد.
در ۱۲ مه ۲۰۱۱ دادگاهی در شهر مونشن، جان دمیانیوک را به دلیل «مشارکت در قتل بیش از بیست و هشت هزار یهودی در لهستان در دوران جنگ جهانی دوم» مجرم شناخت، اما سپس حکم آزادی او را به دلیل کهولت سن وی صادر کرد. او متهم بود که در طول جنگ جهانی دوم، عضو اس‌اس و زندان‌بان اردوگاه مرگ سوبیبور بوده‌است.